# Casa-fàbrica La Paloma
La casa-fàbrica La Paloma és un edifici situat als carrers del Tigre, Sant Vicenç i la Paloma del Raval de Barcelona, catalogat com a bé amb elements d'interès (categoria C) arran de la MPEP del Patrimoni Arquitectònic Històrico-Artístic al districte de Ciutat Vella, per a incorporar el Patrimoni Industrial del Raval (Fàbriques i Cases Fàbrica).

## Història
El 1835, el fabricant de teixits Francesc Lloberas i el fabricant de blanqueig i tenyit de cotó Domènec Soley van adquirir en emfiteusi a Josepa de Gomis, vídua del comerciant Joan Pau Puget, i al seu fill Rafael Puget i de Gomis, un hort i unes casetes al carrer de Valldonzella (antigament Natzaret), a cens de 1.650 lliures anuals. El desembre del 1839, van demanar permís per a urbanitzar els terrenys amb l'obertura dels nous carrers del Lleó, Tigre, Paloma i Ciervo (actualment Sant Vicenç).
El 1845, Lloberas i Soley van establir-ne en emfiteusi al fuster Eulogi Soler i Monrós una parcel·la de 40.000 pams quadrats entre els carrers del Lleó, Paloma, Cérvol i Tigre, que va encarregar el projecte d'una illa de cases a l'arquitecte Josep Fontserè i Domènech. Tanmateix, la construcció va quedar inacabada, i el 1849 els deutes obligaren Eulogi Soler i el seu fill Antoni Soler i Nadal a cedir l'administració dels seus béns al comerciant i navilier Llorenç Cayol i Martí (1780-1854) i a Josep Salvador, designats pels seus creditors. Aquests van acabar els edificis d'habitatges, i el 1853 van demanar permís per a instal·lar-hi una màquina de vapor de 40 CV, segons els plànols del mestre d'obres Narcís Nuet. Per tal de complir amb l'edicte del 1846, volien refondre les llicències de les dues fàbriques dels Soler als carrers dels Obradors i del Beat Oriol, que també administraven.
L'octubre del 1855, el maquinista i serraller Josep Comas i Serrallonga, natural de Valldaneu, que tenia un taller de construcció de màquines a l'altra banda del carrer de la Paloma, va presentar un projecte de reforma de la «quadra» per a instal·lar-hi una foneria, signat pel mestre d'obres Josep Calçada, i el desembre del mateix any, un segon projecte amb un sostre elevat per encavallades de ferro semicirculars de 20 m de llum. Finalment, el 1857 va adquirir la propietat als Soler, i aquell mateix any, també ho farien els hereus de Cayol i Salvador. El 1863, van repartir-se les finques, quedant-se els Cayol amb les del carrer de la Paloma, 20 i 20 bis i del Lleó, 11 i 13, i els de Salvador amb les del carrer del Tigre, 25 i 25 bis i del Lleó, 15 i 17.
Un cop cessada l'activitat industrial, la nau va ser ocupada per la sala de ball La Paloma, inaugurada el 1903.

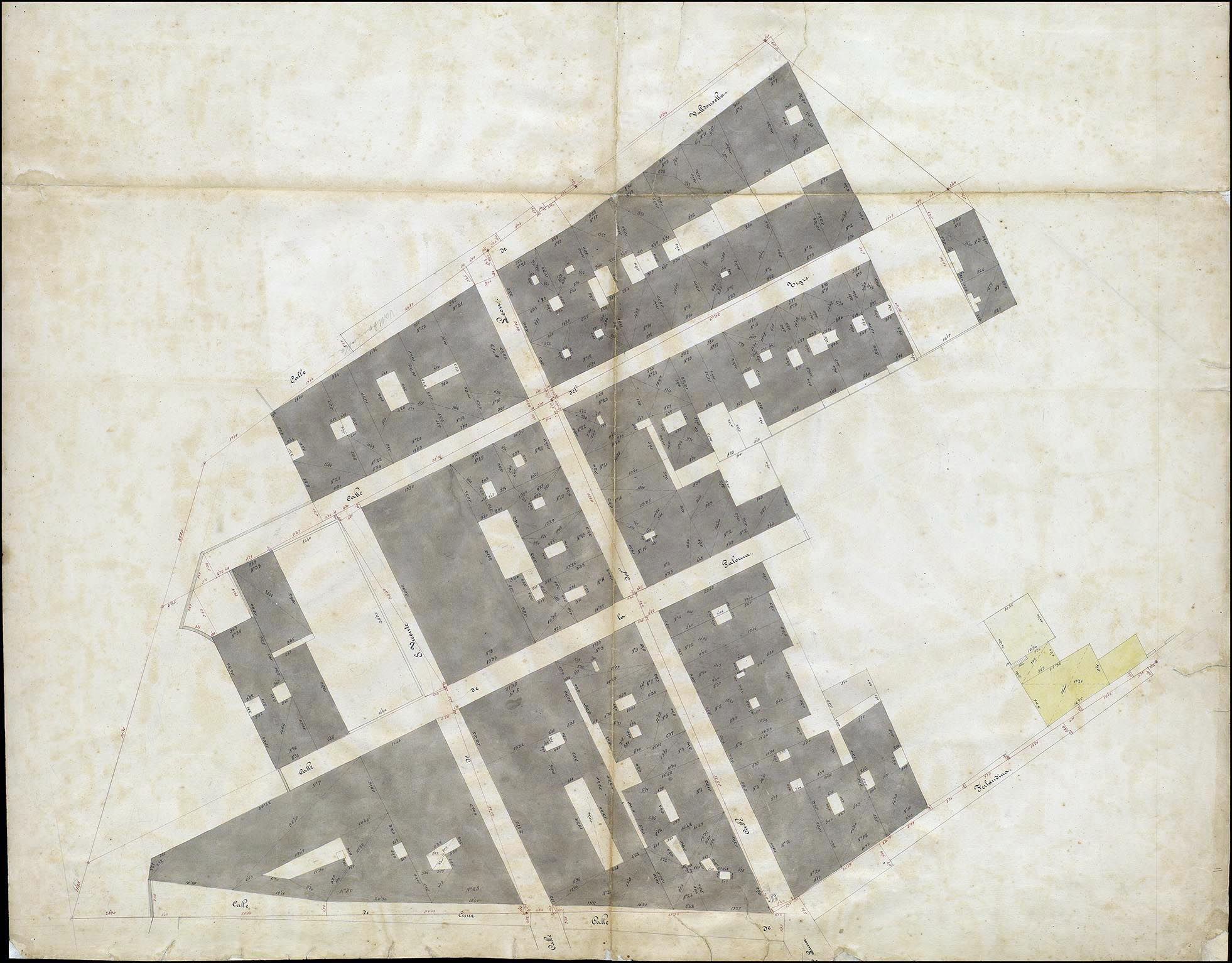
Quarteró núm. 72 de Garriga i Roca (c. 1860)